# Goudse Nationale Singelloop
De Goudse Nationale Singelloop is een jaarlijks avond hardloopevenement met start en finish op de Markt van de Zuid-Hollandse stad Gouda. Hij wordt gehouden op de tweede vrijdag in september

## Geschiedenis
De singelloop is voor het eerst in 1927 gelopen. In die tijd was het een estafetteloop van in het totaal drie kilometer. Renners liepen wisselende afstanden van honderd, tweehonderd, vierhonderd en achthonderd meter. In de eerste jaren beperkte de deelname zich tot atletiekploegen uit de omgeving van Gouda. Nadat de singelloop aangemerkt werd als een provinciale wedstrijd steeg het aantal deelnemende teams. Een spraakmakende loper was in de jaren veertig en vijftig van de twintigste eeuw de Leids atleet Wim Slijkhuis, Europees kampioen en winnaar van twee bronzen Olympische medailles. Nadat de loop werd verplaatst naar de toenmalige nieuwbouwwijk Gouda Noord liep de belangstelling terug. De concurrentie van een wielerwedstrijd in een andere wijk van Gouda, de Korte Akkeren, betekende het voorlopige einde van de singelloop.
In 1989 werd, door de Goudse Politie Sport en Ontspanningsvereniging (GPSOV), besloten om de singelloop nieuw leven in te blazen. Gekozen werd voor een parcours door de oude binnenstad, het Van Bergen IJzendoornpark en over een klein deel van de Goudse singels. De start is op de Markt voor het gotische stadhuis. De afstanden zijn 1,  2, 3½, 7 en 10 kilometer. De singelloop kent naast de individuele loop op alle genoemde afstanden ook een teamloop. 
Het parcoursrecord staat op naam van:
- Wilson Kipkemboi Kigen,  een Keniaans atleet. In 2006 won hij de 10 ;km van Gouda in  28.02 minuten.